# VTBアレーナ
VTBアレーナ・パーク（露: ВТБ Арена парк）は、ロシア・モスクワにある複合型競技施設。
2008年まで存在していたディナモ・スタジアムを再開発し、スタジアムとアリーナの一体型の施設になった。